# Cal Tòfol (Argençola)
Cal Tòfol és una masia situada al municipi d'Argençola, a la comarca catalana de l'Anoia. Al camí privat d'entrada hi consta el nom de Can Torelló.